# EDA-R
Die Engin de débarquement amphibie rapide (EDA-R) ist eine Klasse von Landungsbooten der französischen und ägyptische Marine.

## Allgemeines
Das EDA-R verfolgt ein neuartiges Konzept für Landungsboote. Ein Ladedeck ist zwischen zwei Rümpfen hydraulisch höhenverstellbar aufgehängt. Wenn das Deck abgesenkt ist, hat das Boot einen Tiefgang von nur 0,6 m und es kann Fahrzeuge am Strand anlanden. Wenn das Deck hochgezogen ist, hat es Katamaran-Form und kann bis zu 30kn schnell fahren.
Die Hubschrauberträger der Mistral-Klasse und die Docklandungsschiffe der Foudre-Klasse können je 2 EDA-R im Welldeck transportieren.

## Entwicklung
Die Entwicklung begann 2000 und der Prototyp wurde von der Gamelin Werft in Saint-Malo 2008 fertiggestellt und der Marine in Toulon übergeben. Darauf erfolgte eine Bestellung von vier Booten. Im März 2010 gab es Tests mit dem Verladen und Transport von Leclerc-Kampfpanzern.
2 Boote, die ursprünglich für Russland bestimmt waren, wurden an die ägyptische Marine geliefert.
Schiffe mit dem gleichen Konzept werden auch in andern Größen angeboten.

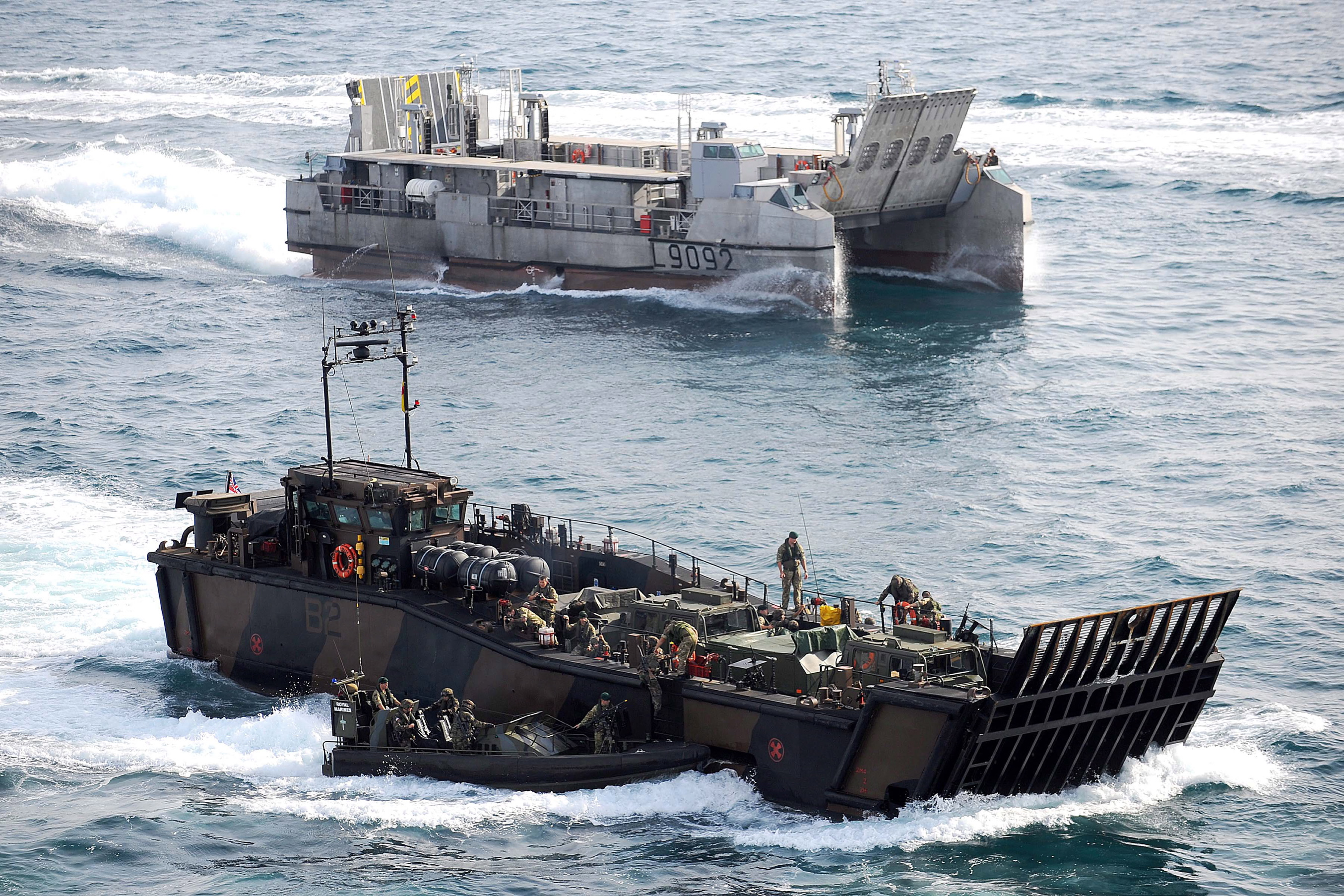
Vorne ein konventionelles Landungsboot, hinten ein EDA-R in Katamarankonfiguration

Seiten- und Frontansicht einer EDA-R

## Technische Daten
- Besatzung: 4
- Abmessungen
  - Länge: 30 m
  - Breite: 12,8 m
- Einsatzverdrängung:
- Geschwindigkeit: 20 kn mit Fracht
- Antriebsanlage:
  - Leistung:  4 MTU Friedrichshafen 12V 2000 M92 Diesel
  - Propeller: 4 Wärtsilä Pump-Jets
- Reichweite: 1000 Meilen mit 15 Knoten
- Bewaffnung:
  - 2 × 12,7-mm-MGs Browning M2
  - 2 × LMG
- Fracht: 80–100 Tonnen
  - Fahrzeuge pro Ladung:
    - 6 Véhicule de l’avant blindé oder
    - 3 Véhicule de l’avant blindé und AMX-10 RC

## Nutzer
Frankreich4 Boote
 Ägypten2 Boote